# Leiomelus
Leiomelus is een geslacht van rechtvleugeligen uit de familie Anostostomatidae. De wetenschappelijke naam van dit geslacht is voor het eerst geldig gepubliceerd in 1936 door Ander.

## Soorten
Het geslacht Leiomelus omvat de volgende soorten:
- Leiomelus armiger Ander, 1939
- Leiomelus brunneifrons Ander, 1936
- Leiomelus capito Germain, 1903
- Leiomelus denticauda Ander, 1936